# Pere Gastao d'Orleans-Bragança
Pere Gastao d'Orleans-Bragança, príncep imperial del Brasil (Castell d'Eu (França 1913). Príncep imperial del Brasil amb el tractament d'altesa imperial. Candidat al tron imperial del Brasil com a cap de la línia primogènita de la Casa dels Orleans-Bragança.
Nat al castell d'Eu a França el dia 19 de febrer de 1913, sent fill del príncep Pere d'Alcantara d'Orleans-Bragança i de la comtessa bohèmia Elisabeth Dobrzensky von Dobrzenicz. Pere és net per via paterna de la princesa hereva Isabel del Brasil i del príncep Gastó d'Orleans.
Com a conseqüència del matrimoni desigual o morganàtic dels seus pares, Pere d'Alcantara hagué de renunciar per ell i els seus descendents als drets dinàstics a la Corona imperial del Brasil. La parella s'establí a Petrópolis i a partir d'aquest moment foren coneguts com la branca Petrópolis. Els seus pares portaren el títol de Prínceps de Grão Pará.
L'any 1944 es casà a la Catedral de Sevilla amb la princesa Maria de l'Esperança de Borbó-Dues Sicílies, filla del príncep Carles de Borbó-Dues Sicílies i de la princesa Lluïsa d'Orleans. La parella tingué sis fills:
- SAI el príncep Pere Carles d'Orleans-Bragança, nat a Rio de Janeiro el 1945. Casat el 1975 amb Rony Kuhn de Souza de qui quedà viudu l'any 1979 casant-se de nou amb Patricia Alexandra Brascombe el 1982.

- SAI la princesa Maria Glòria d'Orleans-Bragança, nascuda a Petrópolis el 1946. Es casà el 1972 a Villamnrique de la Condesa amb el príncep Alexandre de Iugoslàvia de qui es divorcià l'any 1985. Es tornà a casar l'any 1985 amb el duc de Segorbe i comte d'Empúries, Ignacio de Medina y Fernández de Córdoba.

- SAI el príncep Alfons d'Orleans-Bragança, nat el 1948 a Petrópolis. Es casà amb Maria Parejo de qui es divorcià per casar-se amb Silvia-Amalia Hungria de Silva Machado.

- SAI el príncep Manuel del Brasil, nat a Petrópolis el 1949. Casat amb Margarida Haffner.

- SAI la princesa Cristina d'Orleans-Bragança, nada a Petrópolis el 1950. Casada en primeres núpcies amb el príncep Jan Sapieha-Rozánski i en segones núpcies amb José Carlos Calmon de Brito.

- SAI el príncep Francesc Humbert d'Orleans-Bragança, nat el 1956 a Petrópolis. Casat amb Christina Schmidt Peçanha de qui es divorcià per casar-se amb Rita de Cascia Pires.

Dedicat a negocis d'índole immobiliari a la ciutat de Petrópolis fou president de la Companyia Immobiliària Petrópolis. Retirat de la vida immobiliària a finals del segle XX es retirà junt amb la seva muller a la finca familiar de Villamanrique de la Condesa.
Pere Gastao és Cavaller de la Gran Creu de l'Orde de Pere I, Cavaller de la Gran Creu de l'Orde de Rosa, Cavaller de l'Orde de Sant Gennaro, Membre de l'Orde constantiniana de Sant Jordi del Regne de les Dues Sicílies i Gran creu d'honor i devoció de l'Orde de Malta.
La seva muller morí l'any 2005 a Villamanrique de la Condesa.